# اسلام بطران
اسلام بطران (عربی: إسلام محمد موسى البطران؛ زادهٔ ۱ اکتبر ۱۹۹۴) بازیکن فوتبال است.
از باشگاه‌هایی که در آن بازی کرده است می‌توان به باشگاه فوتبال الجزیره (امان) اشاره کرد.
وی همچنین در تیم‌های ملی فوتبال زیر ۲۳ سال فلسطین و فلسطین بازی کرده است.